# Lindow (Mark)
Lindow település Németországban, azon belül Brandenburgban. Lakosainak száma 2941 fő (2023. december 31.).

## Népesség
A település népességének változása:
| Lakosok száma | 3336 | 3054 | 3091 | 2991 | 3048 | 2941 |
|               | 2009 | 2017 | 2019 | 2021 | 2022 | 2023 |